# Vitis betulifolia
Vitis betulifolia — вид рослин з роду Виноград (Vitis). Ендемік для Китаю та М'янми.

## Поширення та середовище існування
Вид зростає у лісах, чагарниках, в долинах й на схилах пагорбів, на висоті від 600 до 3600 метрів над рівнем моря.

#### Поширення в Китаї
У Китаї вид поширений у провінціях: Ганьсу, Хенань, Хубей, Хунань, Шеньсі, Сичуань, Юньнань.

#### Поширення в М'янмі
Vitis betulifolia поширений по всій території М'янми, а також на прилеглих островах.

## Опис
Гілки з поздовжніми гребенями. Вусики роздвоєні. Листя просте. Прилистки коричневі, ланцетні, плівчасті, голі. Черешок від 2 до 6,5 см завдовжки. Листкова пластинка овальна, нерозділена, від 4 до 12 см завдовжки та від 3,5 до 9 см завширшки. Квітконіжка гола, розміром 1,5-3 мм. Бруньки від 1,5 до 2 мм, оберненояйцеподібні, верхівка закруглена. Чашечка приблизно 0,2 мм. Ягода куляста, від 8 до 10 мм у діаметрі. Цвіте з березня по червень. Плодоносить з червня по листопад.